# Дадли, Теодор Роберт
Теодор Роберт Дадли (англ. Theodore Robert Dudley, 1936—1994) — американский ботаник, специалист по систематике рода Падуб.

## Биография
Теодор Роберт Далди родился в Бостоне в 1936 году. Окончил Массачусетский университет, затем продолжал обучение в Корнеллском университете. Степень доктора философии получал в Шотландии, в Эдинбургском университете.
На протяжении нескольких лет Дадли работал в Дендрарии Арнольда Гарвардского университета. В 1966 году он стал научным сотрудником Национального арборетума Вашингтона.
Дадли принимал участие во многих экспедициях, в частности, в экспедиции Национального научного фонда в Антарктиду в 1981 году. Во время этой экспедиции Теодор Роберт собрал множество растений — эндемиков Огненной Земли. Затем он посетил Китай, откуда привёз множество новых для США растений.
С 1991 года Дадли работал куратором гербария Национального дендрария.
17 ноября 1994 года Теодор Дадли скоропостижно скончался из-за прогрессировавшей опухоли мозга. Он оставил вдову, Беттину Корнинг, и двоих сыновей.

## Некоторые научные работы
- Dudley, T.R. A contribution to the flora and vegetation of Isla de los Estados (Staten Island), Tierra del Fuego, Argentina. — Washington, D.C., 1983. — 184 p. — (Terrestrial biology, 2.; Antarctic research series, v. 37).
- Dudley, T.R.; Eisenbeiss, G.K. Ilex crenata Thunberg ex J.A. Murray. — Washington, D.C., 1992. — 91 p. — (United States National Arborteum contribution, no. 6.).

## Некоторые виды растений, названные в честь Т. Р. Дадли
- Alloneuron dudleyi Wurdack, 1971 [≡ Wurdastom dudleyi (Wurdack) B.Walln., 1996]
- Cyathea dudleyi R.M.Tryon, 1976
- Demosthenesia dudleyi D.R.Simpson, 1972
- Freziera dudleyi A.H.Gentry, 1981
- Guzmania dudleyi L.B.Sm., 1971
- Masdevallia dudleyi Luer, 1991
- Miconia dudleyi Wurdack, 1971
- Mikania dudleyi W.C.Holmes & McDaniel, 1980
- Oxalis dudleyi Lourteig, 2000
- Pagamea dudleyi Steyerm., 1975
- Psychotria dudleyi Steyerm., 1975
- Schultesianthus dudleyi Bernardello & Hunz., 1991
- Thelypteris dudleyi A.R.Sm., 1992
- Thibaudia dudleyi Luteyn, 1978
- Zygophlebia dudleyi L.E.Bishop, 1989